# غوران سميليانيتش
غوران سميليانيتش (بالصربية: Горан Смиљанић)‏ هو لاعب كرة قدم صربي في مركز نصف الجناح، ولد في 31 يناير 1990 في نوفي ساد في صربيا. شارك مع منتخب صربيا تحت 17 سنة لكرة القدم. أما مع النوادي، فقد لعب مع نادي فويفودينا.

## وصلات خارجية
- غوران سميليانيتش على موقع الاتحاد الأوربي (الإنجليزية)
- غوران سميليانيتش على موقع قاعدة بيانات كرة القدم.إي يو (الإنجليزية)
- غوران سميليانيتش على موقع Soccerway.com (الإنجليزية)